# Слоним, Илья Львович
Илья Львович Слоним (1906—1973) — советский скульптор.

## Биография
Родился в 1906 году в Ташкенте, в семье горного инженера, выпускника и впоследствии профессора Нефтяного института Льва Ильича Слонима (1883—1945) и Анны Григорьевны Слоним (в девичестве Тафт, 1887—1954). В 1921 году семья переехала в Москву. Родители были близкими друзьями и многолетними корреспондентами писателя Исаака Бабеля, который некоторое время также был их квартирантом; в их семье сохранилась его повесть «Еврейка» (опубликована посмертно в 1989 году). Отец был автором ряда научных трудов, учебника «Основы нефтепромысловой электротехники» (1946), монографии «Электрификация американской нефтяной промышленности» (1927).
В 1924—1929 годах обучался во ВХУТЕМАСе-ВХУТЕИНе под руководством И. С. Ефимова и И. М. Чайкова.
В 1931 году стал кандидатом в Общество русских скульпторов, выставлялся на 4-й выставке этого объединения. Много работал в жанре портрета. В 1934—1935 годах трудился на ЗИКе в Конаково э В 1950-х годах работал с такими материалами, как дерево и мрамор. В начале 1970-х годов занялся композиционной пластикой, представив циклы работ на темы античной мифологии. Среди последних работ Ильи Слонима — произведения мемориальной скульптуры: надгробия и памятные доски известным людям СССР.
Умер И. С. Слоним 28 октября 1973 года в Москве.

## Семья
- Был женат на Татьяне Литвиновой[4] — дочери наркома иностранных дел СССР Максима Литвинова, у них были две дочери:[5]
  - Мария (Маша Слоним) (в замужестве — Филлимор, род. 1945, Москва), журналистка и радиоведущая - сотрудник русской службы Би-Би-Си, педагог.
  - С 1974 года жила в США, с 2015 года живёт в Лондоне.
  - Вера (в замужестве — Чалидзе, род. 1948), жена правозащитника и издателя Валерия Чалидзе.
- Дяди (братья отца) — Моисей Ильич Слоним (1875 — 1945), хирург и учёный-медик, доктор медицинских наук; Соломон Ильич Слоним (1879 — ), рентгенолог и физиотерапевт, доктор медицинских наук.
- Двоюродная сестра — Юдифь Моисеевна Слоним, астроном.

## Труды
В жанре портрета выполнены образы современников скульптора: Д. Д .Шостаковича (1942), Р. Р. Фалька (1944), С. В. Образцова (1948), С. С. Прокофьева (1940-е годы), В. Б. Шкловского (1955), И. Г. Эренбурга (1960), А. А. Ахматовой (1964) и других.
В числе последних мемориальных работ: «Проект надгробия Эренбургу» (1969), «Надгробие С. Д. Лебедевой» (1971), «Проект надгробия П. В. Кузнецову» (1973), «Проект надгробия К. И. и М. Б. Чуковским» (1970—1973) и другие.
Работы И. Л. Слонима представлены во многих музейных собраниях, среди которых — Государственная Третьяковская галерея, Государственный Русский музей, Мурманский областной художественный музей.